# جزر ريوكيو
جزر ريوكيو ((باليابانية: 琉球諸島) «ريوكيو شوتو»، أو (باليابانية: 南西諸島) «نانسيه شوتو» تترجم حرفيا: جزر الجنوب الغربي)، هي سلسلة من الجزر اليابانية التي تمتد جنوب غرب كيوشو حتى تايوان. تنقسم هذه الجزر إلى ثلاثة أقسام رئيسية: جزر ساتسونا، ومحافظة أوكيناوا، وجزر ساكيشيما التي تنقسم بدورها إلى جزر مياكو وياأياما، مع جزيرة يوناغوني التي تقع في أقصى الغرب. تتسم الجزر الكبرى بكونها بركانية في معظمها، بينما تتكون الجزر الأصغر عادةً من الشعاب المرجانية. وتعد جزيرة أوكيناوا الأكبر بين هذه الجزر.
يتنوع مناخ جزر ريوكيو بين المناخ شبه الاستوائي الرطب، وفقًا لتصنيف كوبن (Cfa)، في المناطق الشمالية، والمناخ الاستوائي المطير، وفقًا لتصنيف كوبن (Af)، في المناطق الجنوبية. تشهد الجزر كميات مرتفعة جدًا من الأمطار، تتأثر بشكل كبير بموسم الأمطار والأعاصير المدارية. باستثناء جزر دايتو النائية، تحتوي هذه السلسلة من الجزر على حدين جيولوجيين بارزين: مضيق توكارا، الذي يقع بين جزر توكارا وأمامي، وفجوة كيراما، التي تفصل بين جزر أوكيناوا ومياكو. الجزر الواقعة إلى الجنوب من مضيق توكارا تتميز بوجود شعاب مرجانية.
تقع جزر أوسومي وتوكارا، الواقعة في أقصى شمال سلسلة جزر ريوكيو، ضمن المجال الثقافي لمنطقة كيوشو في اليابان. يتحدث السكان المحليون في هذه الجزر بلهجة معدلة من لهجة كاغوشيما اليابانية. على الجانب الآخر، تضم جزر أمامي، أوكيناوا، مياكو، وياأياما سكانًا أصليين يُعرفون جماعيًا باسم «شعب ريوكيو»، نسبةً إلى مملكة ريوكيو التي حكمت المنطقة في الفترة بين 1429 و1875. تقليديًا، تُستخدم اللغات المتنوعة لشعب ريوكيو في هذه الجزر، حيث تمتلك كل جزيرة رئيسية لغتها الخاصة والمميزة. ومع ذلك، أصبحت اللغة اليابانية اللغة السائدة في العصر الحديث، مع انتشار واسع للهجة أوكيناوا اليابانية.
أما جزر دايتو النائية، فقد ظلت غير مأهولة حتى فترة ميجي، حين بدأ تطويرها واستيطانها من قبل سكان قادمين من جزر إيزو الواقعة جنوب طوكيو. ويتحدث السكان هناك لغة هاتشيجو.
كانت جزر ريوكيو تحت سيطرة الولايات المتحدة عقب توقيع معاهدة سان فرانسيسكو عام 1951، التي وضعت حدًا لحرب المحيط الهادئ. وفي عام 1971، أُعيدت الجزر إلى السيادة اليابانية بموجب اتفاقية إعادة أوكيناوا. ومع ذلك، لا يزال النزاع قائمًا بين الصين واليابان بشأن جزر سينكاكو، مما يُضفي بُعدًا جيوسياسيًا على المنطقة.
إداريًا، تُوزَّع جزر ريوكيو بين محافظتين. الجزر الشمالية، التي تُعرف مجتمعة باسم «جزر ساتسونان»، تنتمي إلى محافظة كاغوشيما، وتحديدًا إلى منطقة كاغوشيما، حيث تُقسم إداريًا إلى مقاطعتي كوماجي وأوشيما الفرعيتين. أما الجزء الجنوبي من السلسلة، فيُشكل محافظة أوكيناوا. ويقع الحد الإداري الفاصل بين الجزر في منطقة تفصل جزر أمامي عن جزر أوكيناوا. بالإضافة إلى ذلك، تُعتبر جزر دايتو جزءًا من محافظة أوكيناوا.

## الجغرافيا
تُقسم جزر ريوكيو عادةً إلى مجموعتين أو ثلاث مجموعات رئيسية، بناءً على التصنيف الإداري أو الجغرافي:
- إداريًا: تُعتبر «ريوكيو الشمالية» هي الجزر الواقعة ضمن محافظة كاغوشيما، والمعروفة في اليابانية باسم «جزر ساتسونا». أما «ريوكيو الجنوبية»، فهي الجزر التابعة لمحافظة أوكيناوا، والمعروفة في اليابانية باسم «جزر ريوكيو».
- جغرافيًا: ينقسم التصنيف الجغرافي إلى ثلاث مجموعات رئيسية: ريوكيو الشمالية: تشمل الجزر الواقعة شمال مضيق توكارا، مثل جزر أوسومي وتوكارا. ريوكيو الوسطى: تضم الجزر الواقعة بين مضيق توكارا وفجوة كيراما، مثل جزر أمامي وأوكيناوا. ريوكيو الجنوبية: تشمل الجزر الواقعة جنوب فجوة كيراما، مثل جزر مياكو وياأياما.

فيما يلي التصنيفات والأسماء التي تعتمدها إدارة الهيدروغرافيا وعلم المحيطات التابعة لخفر السواحل الياباني، مع ترتيب الجزر من الشمال إلى الجنوب قدر الإمكان:
- جزر نانسي
  - جزر ساتسونان
    - جزر أوسومي:
      - المجموعة الشمالية الشرقية: تانيغاشيما، ياكوشيما، كوتشينويرابو، ماجيشيما
      - المجموعة الشمالية الغربية: تاكيشيما، إيجيما، كوروشيما

  - جزر توكارا:
  - كوتشينوشيما، ناكانوشيما، غاجاجيما، سووانوسيجيما، أكوسيكيجيما، تايراجيما، كوداكاراجيما، تاكاراجيما
  - جزر أمامي:
    - أمامي أوشيما، كيكايجيما، كاكيروماجيما، يوروشيما، أوكيشيما، توكونوشيما، أوكينويرابوجيما، يورونجيما

  - جزر ريوكيو
  - جزر أوكيناوا:
    - جزيرة أوكيناوا، كوما، إيهيا، إيزينا، أغوني، إيه (إيجيما)، إيوتوريشيما

  - جزر كيراما:
    - توكاشيكي، زامامي، آكا، غيروما

  - جزر ساكيشيما

تتباين وجهات النظر بين هيئة المعلومات الجغرافية المكانية اليابانية، وهي منظمة حكومية مسؤولة عن توحيد أسماء الأماكن، وخفر السواحل الياباني فيما يتعلق ببعض الأسماء وحدودها. ومع ذلك، تعمل الجهتان معًا على تحقيق التوحيد القياسي في التصنيفات. وفي 15 فبراير 2010، توصل الطرفان إلى اتفاق لاعتماد اسم «أمامـي-غونتو» للإشارة إلى جزر أمامي، ليحل محل الاسم السابق «أمامـي-شوتو» الذي كان يُستخدم في وقت سابق.

### المناخ
يتميز مناخ جزر ريوكيو بخصائص شبه استوائية، مما يجعلها أكثر دفئًا بشكل ملحوظ مقارنة بالجزر الرئيسية في اليابان، مثل كيوشو، شيكوكو، وهونشو. خلال فصل الصيف، قد تتعرض الجزر أحيانًا للأعاصير المدارية. أما في فصل الشتاء، فتكون درجات الحرارة معتدلة، مما يوفر أجواء لطيفة مع مياه محيط صافية تمامًا، تُبرز جمال الطبيعة المحيطة بالجزر.

## التاريخ

### الجزر الشرقية لليوكيو
ورد أول ذكر لجزر ريوكيو في الأدب الصيني في «سجلات المؤرخ الكبير»، حيث سمع الإمبراطور تشين شي هوانغ عن «خالدين سعداء» يعيشون في الجزر الشرقية. دفعه ذلك إلى إرسال بعثات لاستكشاف هذه الجزر بهدف العثور على مصدر الخلود، لكنها لم تحقق هدفها. وفقًا للفولكلور الريوكيواني في جزيرة كوداكا، يعتقد بعض الباحثين أن هذه البعثات ربما نجحت في الوصول إلى اليابان وأسهمت في إحداث ثورة اجتماعية وزراعية هناك. كما ورد ذكر الجزر الشرقية مرة أخرى في «حوليات أسرة هان»، حيث أُشير إليها كأرض ترتبط بفكرة الخلود.
في عام 601، أرسلت الصين بعثة استكشافية إلى ما أُطلق عليه «بلاد ليوكيو». وصف أعضاء البعثة سكان المنطقة بأنهم صغار الحجم ولكن يتمتعون بشراسة في طباعهم. لم يتمكنوا من فهم اللغة المحلية، مما دفعهم إلى العودة إلى الصين دون تحقيق تواصل فعلي. في عام 607، أُرسلت بعثة أخرى بهدف التجارة، وتمكنت من العودة إلى الصين برفقة أحد سكان الجزيرة. في الوقت نفسه، كانت هناك سفارة يابانية في لويانغ عند عودة البعثة الصينية. لاحظ أحد اليابانيين أن لباس ذلك الشخص ولغته يشبهان تمامًا لباس ولغة سكان جزيرة ياكو.

### جزر اليابان الجنوبية القديمة
ظهرت سلسلة الجزر في التاريخ المكتوب الياباني تحت اسم «الجزر الجنوبية». ورد أول ذكر لهذه الجزر في مقالة تعود إلى عام 618 ضمن كتاب «نيهون شوكي» (720)، حيث أُشير إلى أن سكان جزيرة ياكو اتبعوا فضائل الإمبراطور الصيني. في عام 629، أرسل البلاط الإمبراطوري الياباني بعثة إلى ياكو. تشير الإشارات التاريخية إلى ياكو إلى منطقة أوسع من جزيرة ياكوشيما الحديثة، حيث يبدو أنها كانت تشمل مساحة أكبر من سلسلة الجزر المحيطة.
في عام 657، وصل عدة أشخاص من منطقة توكارا (التي قد تكون إشارة إلى دافارافاتي) إلى كيوشو، وذكروا أنهم انجرفوا في البداية إلى جزيرة أمامي. يُعد هذا أول استخدام مثبت لاسم «أمامى» في المصادر التاريخية.
تُقدم مقالات أواخر القرن السابع نظرة أكثر تفصيلًا على الجزر الجنوبية. ففي عام 677، أقام البلاط الإمبراطوري مأدبة تكريمًا لأشخاص من جزيرة تاني. وفي عام 679، أرسل البلاط بعثة استكشافية إلى الجزيرة نفسها. تضمنت هذه البعثة أفرادًا من الجزر الجنوبية، حيث وصفتهم مقالة تعود إلى عام 682 بأنهم ينتمون إلى شعوب تاني، ياكو، وأمامى.
بحسب ما ورد في كتاب «شوكو نيهونجي» (797)، أرسل البلاط الإمبراطوري في عام 698 ضباطًا مسلحين لاستكشاف الجزر الجنوبية بشكل أعمق. نتيجة لهذه البعثة، زار أفراد من جزر تاني، ياكو، أمامي، ودوكان العاصمة الإمبراطورية فوجيوارا-كيو في العام التالي، حيث قدموا الجزية للبلاط. حدد المؤرخون جزيرة دوكان بأنها جزيرة توكونوشيما الواقعة ضمن جزر أمامي.
تُشير مقالة تعود إلى عام 714 إلى أن فريق تحقيق إمبراطوري عاد إلى العاصمة برفقة أشخاص من جزر أمامي، شيغاكي، وكومي، بالإضافة إلى آخرين. يُعتقد أن «شيغاكي» تشير إلى جزيرة إيشيغاكي الواقعة ضمن جزر ياياما. أما «كومي»، فهناك تفسيرات متباينة بشأنها: يفترض البعض أنها جزيرة إيريوموتي من جزر ياياما، حيث كان «كومي» اسمًا قديمًا لإيريوموتي. بينما يرى آخرون أن «كومي» تُشير إلى جزيرة كومي من جزر أوكيناوا.
خلال هذه الفترة، بدأ استبدال اسم «ياكو» باسم «الجزر الجنوبية» للإشارة بشكل جماعي إلى سلسلة الجزر الواقعة جنوب اليابان.
في أوائل القرن الثامن، دُمج الطرف الشمالي من سلسلة جزر ريوكيو رسميًا في النظام الإداري الياباني. عقب قمع تمرد محلي، أُنشئت مقاطعة تاني حوالي عام 702. ضمت هذه المقاطعة أربع مناطق، وشملت جزيرتي تانيغاشيما وياكوشيما.
في بداية القرن الثامن، أصبحت الأجزاء الشمالية من سلسلة جزر ريوكيو جزءًا رسميًا من النظام الإداري الياباني. وبعد قمع تمرد في المنطقة، أنشأت السلطات مقاطعة تُعرف باسم «تاني» حوالي عام 702. شملت هذه المقاطعة أربع مناطق، تضمنت جزيرتي تانيغاشيما وياكوشيما. ولكن منذ تأسيسها، واجهت مقاطعة تاني صعوبات مالية كبيرة أثرت على استمراريتها. وفي عام 824، أُلغيت هذه المقاطعة وتم دمجها ضمن مقاطعة أوسومي، مما جعلها جزءًا من إدارة أوسومي بشكل كامل.